# Катепан
Катепа́н (катапа́н; греч. κατεπάνω — «тот, кто наверху», «верховный») — первоначально, в VIII—IX веках — предводитель воинского отряда в провинции Византии (такой отряд мог быть сформирован и из иноземцев). В. В. Латышев объяснял греческий термин κατεπανω из латинского capitaneus (правитель города или области).
В X—XII веках, наряду с фемами, были созданы и новые административные единицы — катепанаты. Катепаны (их иногда называли также дуками) стали наместниками важных в стратегическом отношении пограничных округов, где они, подобно стратигам, обладали всей полнотой военной и гражданской власти.